# فريد ميركل
فريد ميركل (بالإنجليزية: Fred Merkel) هو متسابق دراجات نارية أمريكي سابق فاز ببطولة العالم للسوبربايك وبطولة أيه إم أيه للسوبربايك.

## البطولات
- بطولة العالم للسوبربايك 1988
- بطولة العالم للسوبربايك 1989

## روابط خارجية
- فريد ميركل على موقع MotoGP.com (الإنجليزية)
- فريد ميركل على موقع WorldSBK.com (الإنجليزية)